# Autonome bepalingen
De autonome bepalingen van een wet zijn in België de bepalingen van een wet die nieuwe regels bevatten zonder bestaande wetteksten uitdrukkelijk te wijzigen.
De artikelen 62 tot 69 van de wet van  13 februari 1998 houdende bepalingen tot bevordering van de tewerkstelling zijn de enige autonome bepalingen van deze wet. Zij worden aangeduid met de naam Wet Renault.